# Abenobashi Magical Shopping Street
Abenobashi Magical Shopping Street (アベノ橋魔法☆商店街, Abenobashi Mahō☆Shotengai) est une série télévisée d'animation de treize épisodes produite par le Studio Gainax en 2002, licenciée en France par Déclic Images.
Il existe un manga en deux volumes publié la même année au Japon,. La version française est publiée en un unique volume par Black Box.

## Synopsis
La série se déroule dans l'arrondissement Abeno d'Osaka, plus particulièrement son quartier commerçant, à l'époque actuelle (entre autres). Dans le quartier, la plupart des magasins ont fermé, et le district doit être redéveloppé. Le grand-père d'Arumi tient l'un des derniers commerces ouverts, et il refuse de fermer. Les deux protagonistes principaux, Sasshi et Arumi, se retrouveront projetés dans des univers chaque fois différents (et parodiant un genre bien particulier) mais toujours autour du quartier commercial d'Abeno. Chaque épisode représente ainsi le quartier commercial dans un univers différent, allant de la science-fiction au Moyen Âge, en passant par Hollywood ou les séries japonaises romantiques, chacun avec leur lot de parodies.

## Personnages
- Arumi Asahina (朝比奈 あるみ, Asahina Arumi?) : Jeune japonaise, amie d'enfance de Sasshi ; signes particuliers : robe blanche, deux tresses, sandales rouges, violente.
- Satoshi "Sasshi" Imamiya (今宮 聖志, Imamiya Satoshi?) : Jeune japonais, ami d'enfance d'Arumi ; signes particuliers : chapeau de cowboy, pur otaku.
- Abeno Seimei : Scientifique/mystique ; il a conçu le quartier d'après des calculs basés sur les flux de Chi (force) de la région. A réincarné Mune et Masa.
- Masa-Jii/Masa-Boo (雅ジイ, "Masa-jii"?) : Grand-père d'Arumi ; il est dans le quartier depuis sa création, et refuse de fermer son restaurant, le Grill Pélican. Ami d'enfance de Mune. Dans sa vie antérieure : mari de Mune, et ami d'Abeno Seimei.
- Mune-Mune/Mune (ムネムネ?) : Grand-mère de Sasshi, est dans le quartier depuis sa création (en fait un peu avant). Dans sa vie antérieure : femme de Masa-Jii, amante de Abeno Seimei. À noter : Mune en japonais signifie "la poitrine".
- Tetsu Asahina : Père d'Arumi, fils de Masa-Jii. Cuisinier du Grill Pélican, a fait des études de cuisine en France et incorpore des mots français terriblement déformés à son vocabulaire.
- Sayaka Imamiya (今宮 沙也香･小鬼, Imamiya Sayaka?) : Sœur de Sasshi, apparaît régulièrement, pas de rôle spécifique.
- Aki Nee-chan/Aki Nee (アキ姉?) : personne trans locale.

## Lieux importants
- Grill Pélican : restaurant français ; appartient à la famille d'Arumi.
- Bains Tortue : bains publics ayant appartenu à la famille de Sasshi jusqu'à la fermeture après le décès de Mune.
- Temple Seimei : temple dédié à Abeno Seimei.

## Anime

### Fiche technique
- Année : 2002
- Réalisation : Hiroyuki Yamaga (en)
- Character design : Kenji Tsuruta
- Musique : Shiro Sagisu
- Animation : Studio Gainax
- Licencié en France par : Déclic Images
- Nombre d'épisodes : 13
- La version japonaise est intégralement parlée en Kansai-ben (dialecte de la région du Kansai, la région d'Ōsaka).

### Épisodes
| No | Titre français                                                              | Titre japonais                        | Titre japonais                                   | Date de 1re diffusion |
| No | Titre français                                                              | Kanji                                 | Rōmaji                                           | Date de 1re diffusion |
| --- | --------------------------------------------------------------------------- | ------------------------------------- | ------------------------------------------------ | --------------------- |
| 1 | Mystère! Le quartier marchand d'Abenobashi!                                 | 不思議! アベノ橋☆商店街               | Fushigi! Abenobashi shoutengai                   | 4 avril 2002          |
| Présentation des personnages et mise en place du cadre. À la fin, Arumi et Sasshi se retrouvent dans un monde étrange                 |                                                                             |                                       |                                                  |                       |
| 2 | Aventure! Le quartier marchand d'Abenobashi, façon "heroic-fantasy"!        | 冒険! アベノ橋☆剣と魔法商店街         | Bouken! Abenobashi ken to mahou shoutengai       | 11 avril 2002         |
| Aventure : Arumi et Sasshi partent dans une quête pour terrasser le monstre local. Parodie de RPG.                                    |                                                                             |                                       |                                                  |                       |
| 3 | Assemblage! Le quartier marchand d'Abenobashi, façon "Voie Lactée"!         | 合体! アベノ橋☆大銀河商店街           | Gattai! Abenobashi daiginga shoutengai           | 18 avril 2002         |
| Space Abeno : Combat spatial entre le MegaGigaBlaBlaRobot Abeno et le gobelin qui a pris possession du vaisseau du capitaine Albator. |                                                                             |                                       |                                                  |                       |
| 4 | Brûle! Le quartier marchand d'Abenobashi, façon combat "made in Hong-Kong"! | 燃えよ! アベノ橋☆香港格闘商店街       | Moeyo! Abenobashi Honkon kakutou shoutengai      | 25 avril 2002         |
| Abeno Hong Kong combat Arcade : Bruce Sasshi Lee vs Tetsu Asahina.                                                                    |                                                                             |                                       |                                                  |                       |
| 5 | Extinction! Le quartier marchand d'Abenobashi, façon dinosaures!            | 絶滅! アベノ橋☆古代恐竜商店街         | Zetsumetsu! Abenobashi kodai kyouryuu shoutengai | 2 mai 2002            |
| Jurassic Abeno : Sauver le tricératops, ou comment arrêter une comète à mains nues.                                                   |                                                                             |                                       |                                                  |                       |
| 6 | Dans la brume! Le quartier marchand d'Abenobashi, façon polar!              | 夜霧の! アベノ橋☆ハードボイルド商店街 | Yogiri no! Abenobashi hard boiled shoutengai     | 9 mai 2002            |
| Abeno gangster arcade : Le commissariat Tortue, cherche à arrêter la famille Pélican pour trafic d'escargots                          |                                                                             |                                       |                                                  |                       |
| 7 | Flash-Back! La naissance du quartier marchand magique!                      | 回想! 魔法商店街誕生                  | Kaisou! Mahou shoutengai tanjou                  | 16 mai 2002           |
| Histoire de la construction du quartier commerçant.                                                                                   |                                                                             |                                       |                                                  |                       |
| 8 | Palpitations! Le quartier marchand d'Abenobashi, façon collège!             | ときめけ！アベノ橋☆学園商店街         | Tokimeke! Abenobashi gakuen shoutengai           | 23 mai 2002           |
| Abeno Gakuen : Lycée Abeno, avec plein de jolies demoiselles. Parodie de dating sim. entre autres.                                    |                                                                             |                                       |                                                  |                       |
| 9 | Vous pleurerez! Le rossignol de Heïankyô!                                   | 泣くよ！うぐいす☆平安京               | Nakuyo! Uguisu Heiankyou                         | 30 mai 2002           |
| Ōsaka, il y a bien longtemps (pas un monde artificiel cette fois). Début de la formation de Sasshi en tant que mystique.              |                                                                             |                                       |                                                  |                       |
| 10 | Abracadabra? Le quartier marchand d'Abenobashi, façon conte de fées!        | ぽわぽわ?アベノ橋☆メルヘン商店街      | Powapowa? Abenobashi meruhen shoutengai          | 6 juin 2002           |
| Sasshi essaye de créer un monde spécialement pour Arumi. Pur échec.                                                                   |                                                                             |                                       |                                                  |                       |
| 11 | Décision! Le quartier marchand d'Abenobashi, façon champ de bataille!       | 決断！アベノ橋☆戦場商店街             | Ketsudan! Abenobashi senjou shoutengai           | 13 juin 2002          |
| Abeno, champ de bataille. Une guerre de tranchées fait rage entre les armées Pélican et Tortue.                                       |                                                                             |                                       |                                                  |                       |
| 12 | Grand renversement! Le quartier marchand d'Abenobashi, façon Hollywood!     | 大逆転！アベノ橋☆ハリウッド商店街     | Daigyakuten! Abenobashi Hollywood shoutengai     | 20 juin 2002          |
| Abeno, comme au cinéma. Tout en carton, avec plein de sauce tomate et des aliens en plastique.                                        |                                                                             |                                       |                                                  |                       |
| 13 | Ressuscité! Le grand maitre du Yin-Yang!                                    | 甦れ！まぼろしの陰陽師☆               | Yomigaere! Maboroshi no onmyouji                 | 27 juin 2002          |
| Retour au monde réel. |                                                                             |                                       |                                                  |                       |

### Doublage
| Personnages     | Personnages     | Voix japonaises | Voix françaises |
| --------------- | --------------- | --------------- | --------------- |
| Satoshi Imamiya | Satoshi Imamiya | Tomo Saeki      | Benjamin Pascal |
| Arumi Asahina   | Arumi Asahina   | Yuki Matsuoka   | Adeline Chetail |
| Munemune        | Munemune        | Aya Hisakawa    | Isabelle Volpe  |
| Yutas           | Yutas           | Rikiya Koyama   | Éric Peter      |